# Dona eis
Dona eis (signifiant en français : « donnez-leur ») est une œuvre de musique vocale pour chœur mixte et ensemble à vent du compositeur français Pascal Dusapin composée en 1998.

## Historique
Dona eis est une œuvre d'inspiration religieuse composée à la suite de Granum sinapis et Umbrae mortis en 1998. Elle reprend la structure et les paroles d'un requiem et une partie du livret de la scène finale de Roméo et Juliette, premier opéra de Dusapin adapté d'un roman éponyme d'Olivier Cadiot.
Dona eis a été créée par le chœur de chambre Accentus et l'ensemble instrumental Ars nova dirigés par Laurence Equilbey le 2 février 1999 lors du Festival Présences à la Maison de Radio France à Paris. Cette année-là le festival était consacré à la musique de Pascal Dusapin.

## Structure
Dona eis est écrit pour un chœur mixte à quatre voix et un ensemble de sept instruments à vent composé d'une flûte, un hautbois, une clarinette, un basson, un cor, une trompette, un trombone et composé en six mouvements :
1. Introitus – 4 min 20 s
2. Graduale – 3 min 00 s
3. Tractus & Offertorium – 3 min 15 s
4. Dona – 2 min 10 s
5. Sanctus & Libera me – 4 min 00 s
6. Umbrae – 3 min 20 s

Son exécution dure environ 20 minutes.

## Discographie
- Sur Requiem[s] par le chœur de chambre Accentus et Ars nova dirigés par Laurence Equilbey, Montaigne, Auvidis/Naïve, 2000.